# اچ‌دی ۱۵۸۶۳۳
اچ‌دی ۱۵۸۶۳۳ یک ستاره است که در صورت فلکی اژدها قرار دارد.